# John Kelso Ormond
John Kelso Ormond (ur. 1886 w Princeton, zm. 25 lutego 1978 w Ann Arbor) – amerykański lekarz, urolog. 
W 1914 roku otrzymał tytuł doktora medycyny na Johns Hopkins University. W 1916 roku był pierwszym rezydentem chirurgii w nowo utworzonym Henry Ford Hospital w Detroit. Ze szpitalem tym związany był do końca kariery naukowej; utworzył później oddział urologiczny i do przejścia na emeryturę w 1952 roku kierował nim. Przez trzy lata praktykował w Miraj w Indiach w szpitalu prezbiteriańskim. 
W 1948 roku opisał dwa przypadki niezwykłego włóknienia pozaotrzewnowego, obejmującego oba moczowody. Określane jest ono niekiedy jako choroba Ormonda. 